# Abbaye d'Eppinghoven
L'abbaye d'Eppinghoven est une ancienne abbaye cistercienne située à Neuss, dans la Land de Rhénanie-du-Nord-Westphalie, dans le diocèse d'Aix-la-Chapelle.

## Histoire
Le monastère est fondé en 1214 sous le nom d'abbaye de Mariensaal d'abord dans la forêt de Kaarst, la même année que l'abbaye de Saarn à laquelle elle est affiliée et placée sous l'autorité de l'abbaye de Kamp. Kaarst et Saarn sont, dans les deux premières décennies de leurs existences, sous la direction conjointe de l'abbesse Wolberna. En 1231, grâce à un don de Sibert et Gisela, un couple de Neuss, d'un terrain au bord de l'Erft, le couvent est transféré à Eppinghoven. En 1236, l'empereur Frédéric II apporte sa protection, l'année suivante le pape Grégoire IX délivre sa confirmation. Lors du conflit ecclésiastique de Cologne, en 1475, le monastère est gravement atteint, l'abbesse et le couvent se réfugient dans l'abbaye voisine de Gnadental (de) qui est fortifiée. En 1650, l'abbaye devient une communauté de chanoinesses.
En septembre 1794, elles fuient avec les objets de valeur devant les soldats français au couvent capucin de Düsseldorf. Ils pillent de nouveau l'abbaye en septembre 1795. Un hôpital de 700 places est installé. Les chanoinesses sont soumises à la pression fiscale des Français. En 1802, le Stift est dissout, l'église abbatiale est ensuite démolie. Le musée de Neuss conserve deux ailes de l'autel datant d'environ 1500.